# Hemieuxoa semiretracta
Hemieuxoa semiretracta är en fjärilsart som beskrevs av Yoshimoto. Hemieuxoa semiretracta ingår i släktet Hemieuxoa och familjen nattflyn. Inga underarter finns listade i Catalogue of Life.